# Manuel Castañer
Manuel Castañer fue un militar argentino que participó de la Guerra de Independencia de la Argentina en el frente de la Banda Oriental.

## Biografía
Nació en Buenos Aires (Virreinato del Río de la Plata) en 1786. Estudio en el Real Colegio de San Carlos. Luchó contra las Invasiones inglesas y producida la Revolución de mayo de 1810 adhirió a la causa emancipadora.
En 1811 fue ascendido a teniente y tras estar licenciado en 1812, fue reincorporado el siguiente año como teniente de la 2.º compañía de Cazadores del Regimiento N° 2.

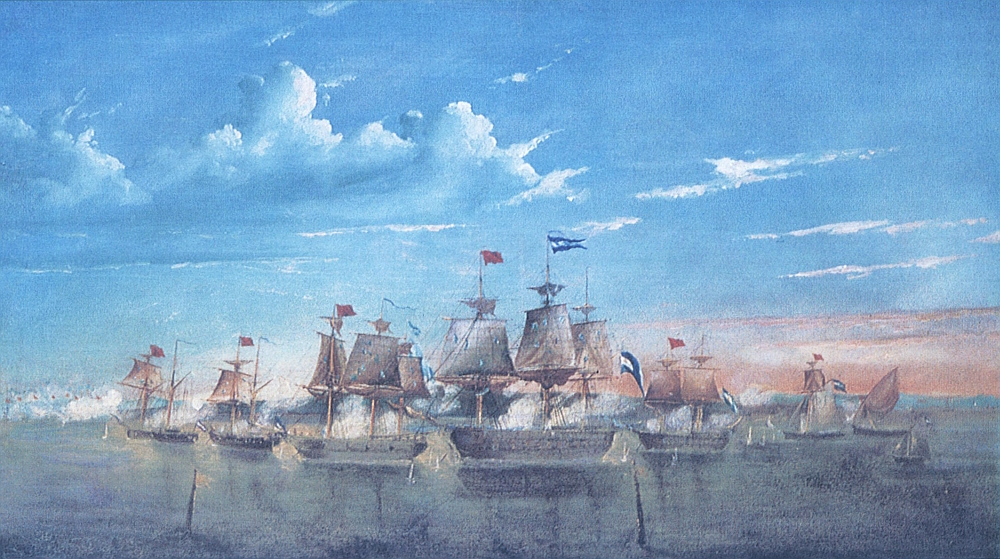
Combate de Martín García.

Fue ascendido a teniente 1.º en 1814. Como tal participó del decisivo Combate de Martín García al mando de la segunda división de las tres que al mando del teniente Pedro Oroná efectuó el exitoso asalto del 14 de marzo contra las posiciones realistas.
En 1816 fue ascendido a ayudante mayor. Se lo designó comandante militar de Luján y en 1822 pasó a retiro con motivo de la reforma militar de ese año.
Al producirse en 1823 el motín liderado por Gregorio García de Tagle, conocido como "Motín de Tagle" o "Revolución de los Apostólicos" en defensa de los bienes de la Iglesia católica en Argentina expropiados por Bernardino Rivadavia y su anticatolicismo, Castañer fue nombrado por Rivadavia como jefe de policía, y como tal participó de los procesos iniciados contra los revolucionarios.
En 1825 fue uno de los autores del nuevo reglamento para los Comisarios de campaña. El siguiente año Castañer fue nombrado comisario de policía en San Isidro. Durante la Guerra del Brasil y en el ejercicio de esa función fue enviado en auxilio de las milicias que al mando del coronel Miguel Gregorio Planes habían sido movilizadas en apoyo al ataque de Guillermo Brown a Colonia del Sacramento y que eran atacadas por una división de 800 hombres enviada desde Montevideo y compuesta por italianos, alemanes y franceses.
Manuel Castañer murió en Buenos Aires (Argentina) el 27 de agosto de 1826. Justina Lagos fue el nombre de su esposa.